# Guillaume d'Auvergne
Pour les articles homonymes, voir Guillaume de Paris (homonymie).

Opera omnia, 1674

Guillaume d'Auvergne (1190 - 1249), parfois appelé Guillaume de Paris, fut théologien, conseiller et confesseur de Saint Louis, évêque de Paris. Il a participé en 1241 à Paris au procès du Talmud.

## Biographie
Né à Aurillac vers 1190, Guillaume d'Auvergne était le fils d'Astorg V, seigneur de Conros, et de Marie de Bénavent-Rodez, et l'oncle du troubadour Astor d'Orlhac, 
Il fut d'abord chanoine de Saint-Julien du Mans en 1216-1217, puis de Notre-Dame de Paris en 1223, et professeur de théologie en 1225. Le pape Honorius III lui confia plusieurs importantes missions.
Il fonda le couvent des Filles-Dieu à Paris en 1226 « pour retirer des pécheresses qui, pendant toute leur vie, avaient abusé de leur corps et à la fin estoient en mendicité »,.
À la mort de l'évêque Barthélémy de Paris, en 1227, Guillaume proteste contre l'élection, qu'il juge anti-canonique, de son successeur et fait appel au Saint-Siège. Le pape Grégoire IX casse l'élection, se réservant le droit de désigner lui-même le nouvel évêque de Paris. Il désigne alors Guillaume d'Auvergne, le 10 avril 1228, et le sacre évêque lui-même.
Dans les premières années de son épiscopat, Guillaume d'Auvergne doit gérer de nombreux conflits avec les maîtres de l'Université, les chanoines, et les officiers du roi. Plus tard, totalement en accord avec Saint Louis, il gouverne pieusement son diocèse, confie la direction spirituelle du monastère de Port-Royal à Saint Thibault de Marly et protège toute sa vie les ordres mendiants.

## Spiritualité
Influencé à la fois par Avicenne et par Saint Augustin, ses principes théologiques semblent réaliser : « une synthèse - nouvelle certes, mais encore intuitive et ambiguë - des concepts chrétiens et d'une ontologie aristotélicienne, sensiblement déformée par un néo-platonisme diffus ». Dans le De legibus, il considère que le signe sacramentel est le symétrique du signe magique, celui-ci fonctionnant grâce à un pacte avec le diable, celui-là par un pacte avec le Christ. Magie et religion sont ainsi associés en tant qu'opposés, plutôt que considérés comme deux domaines radicalement hétérogènes.

## Œuvres de Guillaume d'Auvergne
- De legibus (Des lois, 1228-1230), in Opera omnia, Paris, Ludovicus Billaine, 1674, réimpr. Francfort-sur-le-Main, 1963, t. I.
- De primio principio (Du premier principe, ou De Trinitate, De la Trinité) (1228), De Trinitate. An edition of the Latin Text with an Introduction, Toronto, Pontifical Institute, 1976. Trad. an. : The Trinity, or the first principle, Milwaukee, Marquette University Press, 1989.
- De anima (De l'âme, 1230), in Opera omnia, vol. 2, Supplementum, p. 65-228. Trad. partielle (VII, 1-9) J.-B. Brenet : De l'âme, Vrin, 1998.
- De universo creaturarum (Sur l'univers des créatures, 1231) : édition de Nuremberg en 1496 et édition d'Orléans (Paris) (1674, 2 vol. in-fol.) ; in Opera omnia, vol. I, p. 593-1074. Trad. partielle : The universe of creatures, Marquette University Press, 1998.
- Postilla... super Epistolas et Evangelia (Apostille aux lettres et évangiles du Nouveau Testament). Recueil imprimé en 1509 chez Adam Petreius à Bâle.